# European Hockey League 1997/98
Die Saison 1997/98 der European Hockey League war die zweite Austragung des Wettbewerbs der Internationalen Eishockey-Föderation IIHF. Er wurde zwischen dem 16. September 1997 und 25. Januar 1998 ausgetragen. Insgesamt nahmen 24 Mannschaften aus zwölf Nationen teil. Die Ligen aus Russland, Finnland, Tschechien, Deutschland und Schweden waren mit jeweils drei Teams im Wettbewerb vertreten, während die Slowakei und die Schweiz je zwei Teilnehmer stellten.
Als überraschender Sieger des Wettbewerbs, dessen Final Four in der Vorarlberghalle im österreichischen Feldkirch veranstaltet wurde, ging die VEU Feldkirch aus der Österreichischen Eishockey-Liga hervor, die somit erstmals einen internationalen Titel erringen konnte und auf der Silver Stone Trophy verewigt wurde. Die österreichische Mannschaft traf zu Beginn der folgenden Spielzeit auf den Sieger des IIHF Continental Cup, um den Gewinner des IIHF Super Cup auszuspielen.

## Teilnehmer
Die 24 Teilnehmer, die der zweiten Austragung beiwohnten, stammten aus zwölf verschiedenen europäischen Ligen. Die stärksten unter ihnen stellten dabei mehr als nur einen Teilnehmer, darunter die finnische SM-liiga, schwedische Elitserien, tschechische Extraliga, russische Superliga und die Deutsche Eishockey Liga mit jeweils drei sowie die slowakische Extraliga und die Schweizer Nationalliga A mit zweien.
Da der Wettbewerb nach der Einstellung des Europapokals nun der höchste internationale Wettbewerb auf Vereinsebene war, nahmen in diesem Jahr mehr amtierende Meister teil als noch im Vorjahr. So liefen im Verlauf der Gruppenphase die Meister der sieben besten europäischen Ligen zum einzigen Male in der EHL-Geschichte gemeinsam auf. Insgesamt spielten zehn nationale Titelträger sowie sieben Vizemeister mit. Darüber hinaus gab es noch einige Wildcards, unter anderem für den unterlegenen Finalisten des Vorjahres.
- Jokerit Helsinki (Meister der SM-liiga)
- TPS Turku (Titelverteidiger; Vizemeister der SM-liiga)
- HPK Hämeenlinna (Dritter der SM-liiga)
- Färjestad BK Karlstad (Meister der Elitserien)
- Luleå HF (Vizemeister der Elitserien)
- Leksands IF (Hauptrundenerster der Elitserien)
- HC Petra Vsetín (Meister der Extraliga)
- HC Vítkovice (Vizemeister der Extraliga)
- HC Sparta Prag (Hauptrundenzweiter der Extraliga)
- Torpedo Jaroslawl (Meister der Superliga)
- HK Lada Toljatti (Vizemeister der Superliga)
- HK Dynamo Moskau (Vorjahresfinalist; Zwischenrundensechster der Superliga)
- Adler Mannheim (Meister der Deutschen Eishockey Liga)
- Kassel Huskies (Vizemeister der Deutschen Eishockey Liga)
- Kölner Haie (Hauptrundenzweiter der Deutschen Eishockey Liga)
- HC Dukla Trenčín (Meister der Extraliga)
- HC Slovan Bratislava (Hauptrundendritter der Extraliga)
- SC Bern (Meister der Nationalliga A)
- EV Zug (Vizemeister der Nationalliga A)
- HC Amiens Somme (Vizemeister der Ligue Magnus)
- VEU Feldkirch (Meister der Österreichischen Bundesliga)
- HC Bozen (Meister der Serie A)
- Storhamar IL (Meister der Eliteserien)
- Manchester Storm (Hauptrundensiebter der Ice Hockey Superleague)

| Jokerit Helsinki |

| TPS Turku |

| HPK Hämeenlinna |

| Färjestad BK |

| Luleå HF |

| Leksands IF |

| HC Vsetín |

| HC Vítkovice |

| HC Sparta Prag |

| Torpedo Jaroslawl |

| HK Lada Toljatti |

| HK Dynamo Moskau |

| Adler Mannheim |

| Kassel Huskies |

| Kölner Haie |

| HC Dukla Trenčín |

| HC Slovan Bratislava |

| SC Bern |

| EV Zug |

| HC Amiens Somme |

| VEU Feldkirch |

| HC Bozen |

| Storhamar IL |

| Manchester Storm |

## Gruppenphase
An der Gruppenphase, die vom 16. September bis zum 9. Dezember 1997 ausgetragen wurde, nahmen insgesamt 24 Mannschaften in sechs Gruppen à vier Teams teil. Diese ermittelten im Ligasystem die Platzierungen. Der Gruppenerste jeder Gruppe und die zwei punktbesten Gruppenzweiten erreichten das Viertelfinale.

### Gruppe A
In der Gruppe A setzten sich der schwedische Vertreter Färjestad BK Karlstad mit einer makellosen Bilanz von sechs Siegen aus ebenso vielen Spielen durch. Sie schlossen damit die Vorrunde als beste aller 24 Mannschaften ab. Die anderen drei Teams der Gruppe schafften es nicht die nächste Runde zu erreichen. Mit zehn Punkten konnte Jokerit Helsinki noch die meisten sammeln, während die Kassel Huskies sieben und der HC Vítkovice nur einen Punkt erkämpfen konnten.
| 16. September 1997 20:00 Uhr (Ortszeit) | Färjestad BK Karlstad | 3:0 (0:0, 1:0, 2:0)                 | Jokerit Helsinki      | Isstadion, Karlstad Zuschauer:       |
| 16. September 1997 20:00 Uhr            | Kassel Huskies        | 5:0 (0:0, 2:0, 3:0)                 | HC Vítkovice          | Eissporthalle, Kassel Zuschauer:     |
| 30. September 1997 18:30 Uhr            | Jokerit Helsinki      | 4:1 (1:0, 2:1, 1:0)                 | Kassel Huskies        | Hartwall Areena, Helsinki Zuschauer: |
| 30. September 1997 20:00 Uhr            | HC Vítkovice          | 2:4 (1:2, 1:1, 0:1)                 | Färjestad BK Karlstad | ČEZ Aréna, Ostrava Zuschauer:        |
| 14. Oktober 1997 20:00 Uhr              | Färjestad BK Karlstad | 4:2 (1:1, 1:1, 2:0)                 | HC Vítkovice          | Isstadion, Karlstad Zuschauer:       |
| 14. Oktober 1997 20:00 Uhr              | Kassel Huskies        | 4:5 n. P. (1:1, 0:1, 3:2, 0:0, 0:1) | Jokerit Helsinki      | Eissporthalle, Kassel Zuschauer:     |
| 28. Oktober 1997 17:30 Uhr              | HC Vítkovice          | 0:3 (0:0, 0:2, 0:1)                 | Jokerit Helsinki      | ČEZ Aréna, Ostrava Zuschauer:        |
| 28. Oktober 1997 20:00 Uhr              | Kassel Huskies        | 0:6 (0:2, 0:2, 0:2)                 | Färjestad BK Karlstad | Eissporthalle, Kassel Zuschauer:     |
| 18. November 1997 18:30 Uhr             | Jokerit Helsinki      | 2:1 n. V. (0:0, 1:1, 0:0, 1:0)      | HC Vítkovice          | Hartwall Areena, Helsinki Zuschauer: |
| 18. November 1997 20:00 Uhr             | Färjestad BK Karlstad | 5:3 (2:0, 1:0, 2:3)                 | Kassel Huskies        | Isstadion, Karlstad Zuschauer:       |
| 2. Dezember 1997 18:30 Uhr              | Jokerit Helsinki      | 3:4 (-:-, -:-, -:-)                 | Färjestad BK Karlstad | Hartwall Areena, Helsinki Zuschauer: |
| 2. Dezember 1997 20:00 Uhr              | HC Vítkovice          | 3:4 (1:1, 0:2, 2:1)                 | Kassel Huskies        | ČEZ Aréna, Ostrava Zuschauer:        |

| Pl. |                       | Sp | S | OTS | OTN | N | Tore  | Punkte |
| --- | --------------------- | -- | - | --- | --- | - | ----- | ------ |
| 1.  | Färjestad BK Karlstad | 6  | 6 | 0   | 0   | 0 | 26:10 | 18     |
| 2.  | Jokerit Helsinki      | 6  | 2 | 2   | 0   | 2 | 17:13 | 10     |
| 3.  | Kassel Huskies        | 6  | 2 | 0   | 1   | 3 | 17:23 | 7      |
| 4.  | HC Vítkovice          | 6  | 0 | 0   | 1   | 5 | 08:22 | 1      |

### Gruppe B
Die Gruppe B sah ebenfalls eine skandinavische Mannschaft das Viertelfinale erreichen. Mit 14 Punkten konnte sich der HPK Hämeenlinna gegen seine Konkurrenten durchsetzen. Sie verloren im Verlauf der Gruppenphase lediglich ihr Heimspiel gegen Leksands IF. Diese Scharte wetzten sie jedoch im Rückspiel aus, womit sie sich den Gruppensieg sicherten und dafür sorgten, dass Leksand zu viele Punkte zum Erreichen des Viertelfinales fehlten. Der Deutsche Meister Adler Mannheim scheiterte mit sechs Punkten ebenso wie der HC Dukla Trenčín mit vier Punkten.
| 23. September 1997 17:30 Uhr (Ortszeit) | Adler Mannheim   | 3:5 (2:1, 0:2, 1:2)            | HPK Hämeenlinna  | Eisstadion am Friedrichspark, Mannheim Zuschauer: |
| 23. September 1997 20:00 Uhr            | Leksands IF      | 5:3 (3:1, 1:1, 1:1)            | HC Dukla Trenčín | Isstadion, Leksand Zuschauer:                     |
| 7. Oktober 1997 17:30 Uhr               | Adler Mannheim   | 8:5 (-:-, -:-, -:-)            | Leksands IF      | Eisstadion am Friedrichspark, Mannheim Zuschauer: |
| 7. Oktober 1997 18:30 Uhr               | HPK Hämeenlinna  | 3:2 (-:-, -:-, -:-)            | HC Dukla Trenčín | Ritarihalli, Hämeenlinna Zuschauer:               |
| 21. Oktober 1997 17:30 Uhr              | HC Dukla Trenčín | 4:1 (1:0, 3:1, 0:0)            | Adler Mannheim   | Zimný štadión, Trenčín Zuschauer:                 |
| 21. Oktober 1997 18:30 Uhr              | HPK Hämeenlinna  | 3:8 (2:3, 0:0, 1:5)            | Leksands IF      | Ritarihalli, Hämeenlinna Zuschauer:               |
| 11. November 1997 20:00 Uhr             | Leksands IF      | 3:4 (0:0, 0:4, 3:0)            | HPK Hämeenlinna  | Isstadion, Leksand Zuschauer:                     |
| 11. November 1997 20:00 Uhr             | Adler Mannheim   | 2:0 (0:0, 1:0, 1:0)            | HC Dukla Trenčín | Eisstadion am Friedrichspark, Mannheim Zuschauer: |
| 25. November 1997 17:30 Uhr             | HC Dukla Trenčín | 1:2 n. V. (0:0, 1:0, 0:1, 0:1) | HPK Hämeenlinna  | Zimný štadión, Trenčín Zuschauer:                 |
| 25. November 1997 20:00 Uhr             | Leksands IF      | 8:2 (-:-, -:-, -:-)            | Adler Mannheim   | Isstadion, Leksand Zuschauer:                     |
| 9. Dezember 1997 17:30 Uhr              | HC Dukla Trenčín | 2:4 (-:-, -:-, -:-)            | Leksands IF      | Zimný štadión, Trenčín Zuschauer:                 |
| 9. Dezember 1997 18:30 Uhr              | HPK Hämeenlinna  | 6:4 (2:1, 1:3, 3:0)            | Adler Mannheim   | Ritarihalli, Hämeenlinna Zuschauer:               |

| Pl. |                  | Sp | S | OTS | OTN | N | Tore  | Punkte |
| --- | ---------------- | -- | - | --- | --- | - | ----- | ------ |
| 1.  | HPK Hämeenlinna  | 6  | 4 | 1   | 0   | 1 | 23:21 | 14     |
| 2.  | Leksands IF      | 6  | 4 | 0   | 0   | 2 | 33:22 | 12     |
| 3.  | Adler Mannheim   | 6  | 2 | 0   | 0   | 4 | 20:28 | 6      |
| 4.  | HC Dukla Trenčín | 6  | 1 | 0   | 1   | 4 | 12:17 | 4      |

### Gruppe C
Unter den Teilnehmern der Gruppe C stammten drei aus dem deutschsprachigen Raum. Neben den Kölner Haien spielten auch die VEU Feldkirch und der SC Bern in der Gruppe. Zur Überraschung vieler konnte der Österreichische Meister aus Feldkirch den Gruppensieg erringen. Ausschlaggebend dafür war der Sieg der Österreicher im letzten Gruppenspiel in Köln, das beide mit der gleichen Anzahl von zwölf Punkten in Angriff genommen hatten. Aufgrund der Niederlage belegte Köln nur den zweiten Platz und schied ebenso wie die anderen deutschen Vertreter aus Mannheim und Kassel aus. Storhamar IL und der SC Bern hatten mit der Vergabe um den Gruppensieg bereits frühzeitig nichts mehr zu tun.
| 23. September 1997 20:00 Uhr (Ortszeit) | Storhamar IL  | 2:1 n. P. (0:0, 1:0, 0:1, 0:0, 1:0) | SC Bern       | OL-Amfi, Hamar Zuschauer:                   |
| 23. September 1997 20:00 Uhr            | VEU Feldkirch | 4:3 (1:1, 0:2, 3:0)                 | Kölner Haie   | Vorarlberghalle, Feldkirch Zuschauer: 4.500 |
| 7. Oktober 1997 20:00 Uhr               | SC Bern       | 4:5 (1:2, 2:1, 1:2)                 | Kölner Haie   | Eisstadion Allmend, Bern Zuschauer:         |
| 7. Oktober 1997 20:00 Uhr               | Storhamar IL  | 3:1 (1:0, 1:0, 1:1)                 | VEU Feldkirch | OL-Amfi, Hamar Zuschauer:                   |
| 21. Oktober 1997 20:00 Uhr              | Kölner Haie   | 5:1 (3:1, 2:0, 0:0)                 | Storhamar IL  | Eis- und Schwimmstadion, Köln Zuschauer:    |
| 21. Oktober 1997 20:00 Uhr              | VEU Feldkirch | 6:3 (2:0, 2:2, 2:1)                 | SC Bern       | Vorarlberghalle, Feldkirch Zuschauer:       |
| 11. November 1997 17:30 Uhr             | Storhamar IL  | 2:3 (2:2, 0:0, 0:1)                 | Kölner Haie   | OL-Amfi, Hamar Zuschauer:                   |
| 11. November 1997 20:00 Uhr             | SC Bern       | 2:3 (0:0, 2:2, 0:1)                 | VEU Feldkirch | Eisstadion Allmend, Bern Zuschauer: 4.500   |
| 25. November 1997 17:30 Uhr             | Kölner Haie   | 4:2 (1:0, 2:0, 1:2)                 | SC Bern       | Eis- und Schwimmstadion, Köln Zuschauer:    |
| 25. November 1997 20:00 Uhr             | VEU Feldkirch | 3:0 (1:0, 1:0, 1:0)                 | Storhamar IL  | Vorarlberghalle, Feldkirch Zuschauer: 4.000 |
| 9. Dezember 1997 20:00 Uhr              | Kölner Haie   | 3:5 (3:2, 0:1, 0:2)                 | VEU Feldkirch | Eis- und Schwimmstadion, Köln Zuschauer:    |
| 9. Dezember 1997 20:00 Uhr              | SC Bern       | 4:1 (0:0, 3:1, 1:0)                 | Storhamar IL  | Eisstadion Allmend, Bern Zuschauer:         |

| Pl. |               | Sp | S | OTS | OTN | N | Tore  | Punkte |
| --- | ------------- | -- | - | --- | --- | - | ----- | ------ |
| 1.  | VEU Feldkirch | 6  | 5 | 0   | 0   | 1 | 22:14 | 15     |
| 2.  | Kölner Haie   | 6  | 4 | 0   | 0   | 2 | 23:18 | 12     |
| 3.  | Storhamar IL  | 6  | 1 | 1   | 0   | 4 | 09:17 | 5      |
| 4.  | SC Bern       | 6  | 1 | 0   | 1   | 4 | 16:21 | 4      |

### Gruppe D
In der sogenannten „Todesgruppe“ D schafften es Torpedo Jaroslawl und der HC Slovan Bratislava – als einer der zwei besten Gruppenzweiten – sich für die nächste Runde zu qualifizieren. Die leidtragende Mannschaft war dabei der Vorjahressieger TPS Turku, dem lediglich ein Sieg in der Verlängerung gelang sowie ein weiterer Punktgewinn nach einer Niederlage im Penaltyschießen. Luleå HF aus Schweden scheiterte ebenfalls mit nur fünf errungenen Punkten.
| 23. September 1997 18:30 Uhr (Ortszeit) | TPS Turku            | 3:2 n. V. (0:0, 2:2, 0:0, 1:0)      | HC Slovan Bratislava | Elysée Arena, Turku Zuschauer:                      |
| 23. September 1997 19:30 Uhr            | Torpedo Jaroslawl    | 4:2 (2:0, 0:0, 2:2)                 | Luleå HF             | Awtodisel Arena, Jaroslawl Zuschauer:               |
| 7. Oktober 1997 19:30 Uhr               | Torpedo Jaroslawl    | 2:0 (-:-, -:-, -:-)                 | HC Slovan Bratislava | Awtodisel Arena, Jaroslawl Zuschauer:               |
| 7. Oktober 1997 20:00 Uhr               | Luleå HF             | 5:1 (-:-, -:-, -:-)                 | TPS Turku            | Ishallen Delfinen, Luleå Zuschauer:                 |
| 21. Oktober 1997 19:30 Uhr              | Torpedo Jaroslawl    | 3:1 (0:1, 1:0, 2:0)                 | TPS Turku            | Awtodisel Arena, Jaroslawl Zuschauer:               |
| 21. Oktober 1997 20:00 Uhr              | Luleå HF             | 2:3 (0:1, 1:1, 1:1)                 | HC Slovan Bratislava | Ishallen Delfinen, Luleå Zuschauer:                 |
| 11. November 1997 18:30 Uhr             | TPS Turku            | 2:3 (0:1, 1:0, 1:2)                 | Torpedo Jaroslawl    | Elysée Arena, Turku Zuschauer:                      |
| 11. November 1997 20:00 Uhr             | HC Slovan Bratislava | 4:3 (1:1, 3:2, 0:0)                 | Luleå HF             | Zimný štadión Ondreja Nepelu, Bratislava Zuschauer: |
| 25. November 1997 18:30 Uhr             | TPS Turku            | 2:3 n. P. (1:1, 1:1, 0:0, 0:0, 0:1) | Luleå HF             | Elysée Arena, Turku Zuschauer:                      |
| 25. November 1997 20:00 Uhr             | HC Slovan Bratislava | 5:1 (1:1, 4:0, 0:0)                 | Torpedo Jaroslawl    | Zimný štadión Ondreja Nepelu, Bratislava Zuschauer: |
| 9. Dezember 1997 20:00 Uhr              | Luleå HF             | 0:2 (-:-, -:-, -:-)                 | Torpedo Jaroslawl    | Ishallen Delfinen, Luleå Zuschauer:                 |
| 9. Dezember 1997 20:00 Uhr              | HC Slovan Bratislava | 3:1 (-:-, -:-, -:-)                 | TPS Turku            | Zimný štadión Ondreja Nepelu, Bratislava Zuschauer: |

| Pl. |                      | Sp | S | OTS | OTN | N | Tore  | Punkte |
| --- | -------------------- | -- | - | --- | --- | - | ----- | ------ |
| 1.  | Torpedo Jaroslawl    | 6  | 5 | 0   | 0   | 1 | 15:10 | 15     |
| 2.  | HC Slovan Bratislava | 6  | 4 | 0   | 1   | 1 | 17:12 | 13     |
| 3.  | Luleå HF             | 6  | 1 | 1   | 0   | 4 | 15:16 | 5      |
| 4.  | TPS Turku            | 6  | 0 | 1   | 1   | 4 | 10:19 | 3      |

### Gruppe E
Mit dem HC Petra Vsetín und dem HK Lada Toljatti erreichten auch aus dem Pool E zwei Mannschaften die Viertelfinal-Runde. Vsetín blieb dabei – ebenso wie Karlstad und Moskau – nach der regulären Spielzeit von 60 Minuten ungeschlagen und musste sich nur Toljatti zweimal im Penaltyschießen geschlagen geben. Hinter den beiden Mannschaften aus Tschechien und Russland konnten der EV Zug und der HC Amiens Somme nicht in den Kampf um den Gruppensieg eingreifen. Die Franzosen blieben sogar als einziges Team in der Vorrunde komplett punktlos.
| 16. September 1997 18:30 Uhr (Ortszeit) | HK Lada Toljatti | 4:3 n. P. (-:-, -:-, -:-, 0:0, 1:0) | HC Petra Vsetín  | Wolgar Sportpalast, Toljatti Zuschauer:    |
| 16. September 1997 20:00 Uhr            | EV Zug           | 8:1 (3:0, 2:1, 3:0)                 | HC Amiens Somme  | Stadion Herti, Zug Zuschauer:              |
| 30. September 1997 17:30 Uhr            | HC Petra Vsetín  | 5:3 (1:2, 1:0, 3:1)                 | EV Zug           | Zimní stadion Na Lapači, Vsetín Zuschauer: |
| 30. September 1997 20:00 Uhr            | HC Amiens Somme  | 1:7 (0:1, 0:3, 1:3)                 | HK Lada Toljatti | Coliséum, Amiens Zuschauer:                |
| 14. Oktober 1997 20:00 Uhr              | EV Zug           | 4:1 (2:0, 1:0, 1:1)                 | HK Lada Toljatti | Stadion Herti, Zug Zuschauer:              |
| 14. Oktober 1997 20:00 Uhr              | HC Amiens Somme  | 1:4 (0:0, 0:2, 1:2)                 | HC Petra Vsetín  | Coliséum, Amiens Zuschauer:                |
| 28. Oktober 1997 17:30 Uhr              | HC Petra Vsetín  | 4:2 (0:0, 3:1, 1:1)                 | HC Amiens Somme  | Zimní stadion Na Lapači, Vsetín Zuschauer: |
| 28. Oktober 1997 18:30 Uhr              | HK Lada Toljatti | 3:0 (1:0, 1:0, 1:0)                 | EV Zug           | Wolgar Sportpalast, Toljatti Zuschauer:    |
| 18. November 1997 18:30 Uhr             | HK Lada Toljatti | 7:1 (1:0, 2:1, 4:0)                 | HC Amiens Somme  | Wolgar Sportpalast, Toljatti Zuschauer:    |
| 18. November 1997 20:00 Uhr             | EV Zug           | 0:4 (0:1, 0:0, 0:3)                 | HC Petra Vsetín  | Stadion Herti, Zug Zuschauer:              |
| 2. Dezember 1997 17:30 Uhr              | HC Petra Vsetín  | 3:4 n. P. (-:-, -:-, -:-, 0:0, 0:1) | HK Lada Toljatti | Zimní stadion Na Lapači, Vsetín Zuschauer: |
| 2. Dezember 1997 20:00 Uhr              | HC Amiens Somme  | 1:2 (1:2, 0:0, 0:0)                 | EV Zug           | Coliséum, Amiens Zuschauer:                |

| Pl. |                  | Sp | S | OTS | OTN | N | Tore  | Punkte |
| --- | ---------------- | -- | - | --- | --- | - | ----- | ------ |
| 1.  | HC Petra Vsetín  | 6  | 4 | 0   | 2   | 0 | 23:14 | 14     |
| 2.  | HK Lada Toljatti | 6  | 3 | 2   | 0   | 1 | 26:12 | 13     |
| 3.  | EV Zug           | 6  | 3 | 0   | 0   | 3 | 17:15 | 9      |
| 4.  | HC Amiens Somme  | 6  | 0 | 0   | 0   | 6 | 07:32 | 0      |

### Gruppe F
Der Vorjahresfinalist HK Dynamo Moskau untermauerte in der Gruppe F in überlegener Manier seine Ansprüche auf den Sieg der Silver Stone Trophy und schloss die Vorrunde mit 16 Punkten als zweitbestes aller Teams ab. Lediglich bei den Siegen gegen den HC Sparta Prag, der als Gruppendritter enttäuschte, und die Manchester Storm, die als Gruppenzweiter mit elf Punkten für Aufsehen sorgten, konnten die Russen nicht die volle Punktzahl mitnehmen. Der HC Bozen schloss die Vorrunde als Gruppenletzter ab.
| 16. September 1997 17:30 Uhr (Ortszeit) | HC Sparta Prag   | 0:4 (0:2, 0:1, 0:1)                 | HK Dynamo Moskau | Sportovní hala, Prag Zuschauer:          |
| 16. September 1997 20:00 Uhr            | HC Bozen         | 6:5 n. P. (1:1, 3:3, 1:1, 0:0, 1:0) | Manchester Storm | Eiswelle, Bozen Zuschauer:               |
| 30. September 1997 17:30 Uhr            | HC Sparta Prag   | 4:1 (1:0, 0:0, 3:1)                 | HC Bozen         | Sportovní hala, Prag Zuschauer:          |
| 30. September 1997 20:00 Uhr            | Manchester Storm | 2:3 n. V. (0:0, 0:0, 2:2, 0:1)      | HK Dynamo Moskau | NYNEX Arena, Manchester Zuschauer:       |
| 14. Oktober 1997 17:30 Uhr              | HC Sparta Prag   | 3:4 (1:1, 1:1, 1:2)                 | Manchester Storm | Sportovní hala, Prag Zuschauer:          |
| 14. Oktober 1997 19:30 Uhr              | HK Dynamo Moskau | 9:1 (3:1, 4:0, 2:0)                 | HC Bozen         | Sportpalast Luschniki, Moskau Zuschauer: |
| 28. Oktober 1997 20:00 Uhr              | Manchester Storm | 7:0 (3:0, 2:0, 2:0)                 | HC Sparta Prag   | NYNEX Arena, Manchester Zuschauer:       |
| 28. Oktober 1997 20:00 Uhr              | HC Bozen         | 0:4 (0:2, 0:2, 0:0)                 | HK Dynamo Moskau | Eiswelle, Bozen Zuschauer:               |
| 18. November 1997 19:30 Uhr             | HK Dynamo Moskau | 9:3 (2:0, 4:1, 3:2)                 | Manchester Storm | Sportpalast Luschniki, Moskau Zuschauer: |
| 18. November 1997 20:00 Uhr             | HC Bozen         | 1:3 (0:0, 1:3, 0:0)                 | HC Sparta Prag   | Eiswelle, Bozen Zuschauer:               |
| 2. Dezember 1997 19:30 Uhr              | HK Dynamo Moskau | 3:2 n. P. (-:-, -:-, -:-, 0:0, 1:0) | HC Sparta Prag   | Sportpalast Luschniki, Moskau Zuschauer: |
| 2. Dezember 1997 20:00 Uhr              | Manchester Storm | 4:2 (-:-, -:-, -:-)                 | HC Bozen         | NYNEX Arena, Manchester Zuschauer:       |

| Pl. |                  | Sp | S | OTS | OTN | N | Tore  | Punkte |
| --- | ---------------- | -- | - | --- | --- | - | ----- | ------ |
| 1.  | HK Dynamo Moskau | 6  | 4 | 2   | 0   | 0 | 32:08 | 16     |
| 2.  | Manchester Storm | 6  | 3 | 0   | 2   | 1 | 25:23 | 11     |
| 3.  | HC Sparta Prag   | 6  | 2 | 0   | 1   | 3 | 12:20 | 7      |
| 4.  | HC Bozen         | 6  | 0 | 1   | 0   | 5 | 11:29 | 2      |

## Finalrunde
Für die Finalrunde qualifizierten sich jeweils die Erstplatzierten sowie die zwei punktbesten
Zweitplatzierten der sechs Vorrundengruppen. Im Viertelfinale trafen jeweils zwei Mannschaften in Hin- und Rückspiel aufeinander. Wenn beide Mannschaften jeweils ein Spiel gewonnen hatten und die gleiche Anzahl von erzielten Toren aufwiesen, oder beide Partien unentschieden endeten, gab es im Anschluss an die zweite Partie eine entscheidende Verlängerung oder falls notwendig ein Penaltyschießen, das beim Stand von 0:0 begann. Das Torverhältnis spielte keine Rolle. Die vier siegreichen Mannschaften der Vergleiche erreichten schließlich das Final Four.
Das Halbfinale sowie die beiden Platzierungsspiele wurden in nur einem Duell entschieden. Bei einem Unentschieden nach der regulären Spielzeit folgte im Anschluss ebenfalls eine Verlängerung und falls notwendig ein Penaltyschießen.
|  | Viertelfinale | Viertelfinale         | Viertelfinale |  |  | Halbfinale | Halbfinale        | Halbfinale |  |  | Finale           | Finale            | Finale           |
|  |               |                       |               |  |  |            |                   |            |  |  |                  |                   |                  |
|  | A1            | Färjestad BK Karlstad | 1             |  |  |            |                   |            |  |  |                  |                   |                  |
|  | F1            | HK Dynamo Moskau      | 1*            |  |  |            |                   |            |  |  |                  |                   |                  |
|  |               |                       |               |  |  | F1         | HK Dynamo Moskau  | 1          |  |  |                  |                   |                  |
|  |               |                       |               |  |  | D1         | Torpedo Jaroslawl | 0          |  |  |                  |                   |                  |
|  | D1            | Torpedo Jaroslawl     | 1*            |  |  |            |                   |            |  |  |                  |                   |                  |
|  | E2            | HK Lada Toljatti      | 1             |  |  |            |                   |            |  |  |                  |                   |                  |
|  |               |                       |               |  |  |            |                   |            |  |  | F1               | HK Dynamo Moskau  | 3                |
|  |               |                       |               |  |  |            |                   |            |  |  | C1               | VEU Feldkirch     | 5                |
|  | E1            | HC Petra Vsetín       | 1*            |  |  |            |                   |            |  |  |                  |                   |                  |
|  | D2            | HC Slovan Bratislava  | 1             |  |  |            |                   |            |  |  |                  |                   |                  |
|  |               |                       |               |  |  | E1         | HC Petra Vsetín   | 2          |  |  |                  |                   |                  |
|  |               |                       |               |  |  | C1         | VEU Feldkirch     | 3          |  |  | Spiel um Platz 3 | Spiel um Platz 3  | Spiel um Platz 3 |
|  | C1            | VEU Feldkirch         | 1             |  |  |            |                   |            |  |  | D1               | Torpedo Jaroslawl | 1                |
|  | B1            | HPK Hämennlinna       | 0             |  |  |            |                   |            |  |  | E1               | HC Petra Vsetín   | 3                |

### Viertelfinale
Für das Viertelfinale, dessen Spiele am 4. und 6. Januar 1998 ausgetragen wurden, qualifizierten sich nach Abschluss der Gruppenphase vier Meister, ein Vizemeister sowie drei Mannschaften, die in der nationalen Meisterschaft noch dahinter platziert waren. Als einziges Land war Russland noch mit drei Mannschaften im Wettbewerb vertreten.
In den acht Viertelfinalpartien konnte jede Mannschaft, mit Ausnahme von Hämeenlinna, ihr jeweiliges Heimspiel gewinnen. Aufgrund der mehr erzielten Tore erreichten daher Moskau, Jaroslawl, Vsetín und Feldkirch das Final Four. Am engsten ging es dabei in der Partie der beiden besten Mannschaften der Vorrunde – Färjestad BK und Dynamo Moskau – zu, die am Ende nur ein Tor Differenz trennte.
| 4. Januar 1998 | HK Dynamo Moskau      | 5:2 (1:1, 0:0, 4:1) | Färjestad BK Karlstad | Sportpalast Luschniki, Moskau Zuschauer: |
| 6. Januar 1998 | Färjestad BK Karlstad | 5:3 (-:-, -:-, -:-) | HK Dynamo Moskau      | Isstadion, Karlstad Zuschauer:           |

| 4. Januar 1998 | HK Lada Toljatti  | 2:1 (0:1, 1:0, 1:0) | Torpedo Jaroslawl | Wolgar Sportpalast, Toljatti Zuschauer: |
| 6. Januar 1998 | Torpedo Jaroslawl | 7:3 (-:-, -:-, -:-) | HK Lada Toljatti  | Awtodisel Arena, Jaroslawl Zuschauer:   |

| 4. Januar 1998 | HC Slovan Bratislava | 6:3 (1:0, 1:2, 4:1) | HC Petra Vsetín      | Zimný štadión Ondreja Nepelu, Bratislava Zuschauer: |
| 6. Januar 1998 | HC Petra Vsetín      | 5:0 (2:0, 3:0, 0:0) | HC Slovan Bratislava | Zimní stadion Na Lapači, Vsetín Zuschauer:          |

| 4. Januar 1998 | HPK Hämeenlinna | 4:4 (1:1, 1:2, 2:1) | VEU Feldkirch   | Ritarihalli, Hämeenlinna Zuschauer:         |
| 6. Januar 1998 | VEU Feldkirch   | 7:2 (3:1, 2:1, 2:0) | HPK Hämeenlinna | Vorarlberghalle, Feldkirch Zuschauer: 6.200 |

### Final Four
Das Final Four mit den beiden Halbfinalpartien sowie den folgenden Platzierungsspielen um den dritten Platz und Finalsieg fand am 24. und 25. Januar 1998 in der Vorarlberghalle im österreichischen Feldkirch statt.

#### Halbfinale
Im Halbfinale trafen der Gastgeber Feldkirch auf Vsetín und Moskau – in einem rein russischen Duell – auf Jaroslawl. Das erste Halbfinale sah den Turnierveranstalter in eigener Halle, durch einen 3:2-Sieg in der sechsten Minute der Verlängerung, das Finale am folgenden Tag erreichen und setzte somit seinen unerwarteten Siegeszug fort. Bis zehn Minuten vor Ende der Begegnung hatte Vsetín noch in Führung gelegen. In der zweiten Partie setzte sich der russische Traditionsklub von Dynamo Moskau gegen Torpedo Jaroslawl knapp mit 1:0 durch. Die Moskowiter schafften damit wie im Vorjahr den Sprung ins Wettbewerbs-Finale.
| 24. Januar 1998 | HK Dynamo Moskau | 1:0 (1:0, 0:0, 0:0)            | Torpedo Jaroslawl | Vorarlberghalle, Feldkirch Zuschauer: 3.300 |
| 24. Januar 1998 | HC Petra Vsetín  | 2:3 n. V. (1:1, 0:0, 1:1, 0:1) | VEU Feldkirch     | Vorarlberghalle, Feldkirch Zuschauer: 5.000 |

#### Spiel um Platz 3
Das Spiel um den dritten Platz zeigte eine enge Partie, die der HC Petra Vsetín mit 3:1 gewann. Nach Toren zur Mitte des ersten und zweiten Drittels gingen sie jeweils mit einem Vorsprung von einem Tor in die Drittelpausen. Ein weiterer Treffer kurz vor Ende der Partie besiegelte das Erreichen des Bronzeranges für die Tschechen.
| 25. Januar 1998 | Torpedo Jaroslawl | 1:3 (0:1, 1:1, 0:1) | HC Petra Vsetín | Vorarlberghalle, Feldkirch Zuschauer: 3.500 |

#### Finale
Vor offiziell 5.200 Zuschauern machte die VEU Feldkirch einen Tag nach dem Finaleinzug eine der größten Sensationen in der Geschichte des europäischen Vereinseishockeys perfekt, als der HK Dynamo Moskau im Finale mit 5:3 besiegt wurde. Für Moskau war es die zweite Finalniederlage, nachdem sie im Jahr zuvor bereits TPS Turku unterlegen gewesen waren.
Feldkirch glich in den beiden ersten zwei Dritteln zweimal die Partie aus, unmittelbar nachdem Moskau in Führung gegangen war. Kurz vor Ende des Mittelabschnitts gingen die Österreicher erstmals in Front. Nach einem weiteren Treffer, der VEU 13 Minuten vor Ende der Partie erstmals auf zwei Tore davonziehen ließ, verkürzte Moskau nur wenig später wieder auf den alten Ein-Tor-Abstand. Den Schlusspunkt zum 5:3 in das verwaiste Dynamo-Tor in der Schlussminute besiegelte schließlich den ersten Europapokal-Gewinn einer österreichischen Mannschaft. Mit zwei Treffern auf Seiten der Feldkircher konnten sich Thomas Rundqvist und Simon Wheeldon auszeichnen.
| 25. Januar 1998 | HK Dynamo Moskau S. Petrenko (7.) L. Berditschewski (31.) D. Rjabykin (48.) | 3:5 (1:1, 1:2, 1:2) | VEU Feldkirch T. Rundqvist (8.) S. Wheeldon (33.) D. Gauthier (40.) S. Wheeldon (47.) T. Rundqvist (60.) | Vorarlberghalle, Feldkirch Zuschauer: 5.200 |

## Beste Scorer
Abkürzungen: Sp = Spiele, T = Tore, V = Vorlagen, Pkt = Punkte, +/- = Plus/Minus; Fett: Turnierbestwert

### Gruppenphase
| Spieler              | Team        | Sp | T | V | Pkt | SM |
| -------------------- | ----------- | -- | - | - | --- | -- |
| Jarkko Savijoki      | Hämeenlinna | 6  | 4 | 7 | 11  | 4  |
| Craig Woodcroft      | Manchester  | 6  | 6 | 4 | 10  | 4  |
| Alexander Charitonow | Moskau      | 6  | 5 | 5 | 10  | 2  |
| Andrei Tarassenko    | Toljatti    | 6  | 4 | 5 | 9   | 2  |
| Andrei Galkin        | Vsetín      | 6  | 4 | 5 | 9   | 4  |
| Juri Slow            | Toljatti    | 6  | 4 | 4 | 8   | 27 |
| Sergio Momesso       | Köln        | 6  | 4 | 4 | 8   | 29 |
| Christian Pouget     | Mannheim    | 6  | 4 | 4 | 8   | 61 |
| Bengt-Åke Gustafsson | Feldkirch   | 6  | 2 | 6 | 8   | 2  |
| Bill McDougall       | Zug         | 6  | 2 | 6 | 8   | 20 |

### Gesamter Wettbewerb
| Spieler          | Team      | Sp | T | V | Pkt | SM |
| ---------------- | --------- | -- | - | - | --- | -- |
| Thomas Rundqvist | Feldkirch | 10 | 6 | 7 | 13  | 4  |

## Auszeichnungen
Spielertrophäen
| Auszeichnung       | Spieler         | Team             |
| ------------------ | --------------- | ---------------- |
| Bester Torhüter    | Roman Čechmánek | HC Petra Vsetín  |
| Bester Verteidiger | Dominic Lavoie  | VEU Feldkirch    |
| Bester Stürmer     | Sergei Petrenko | HK Dynamo Moskau |

All-Star-Team des Final Four
| Angriff:      | Josef Beránek – Bengt-Åke Gustafsson – Sergei Petrenko |
| Verteidigung: | Dominic Lavoie – Alexei Jaschkin                       |
| Tor:          | Reinhard Divis                                         |

### Siegermannschaft
| European-Hockey-League-Sieger VEU Feldkirch | Torhüter: Bruno Campese, Reinhard Divis Verteidiger: Patrik Aronsson, Jesper Duus, Konrad Dorn, Michael Lampert, Dominic Lavoie, Per Lundell, Bernd Schmidle, Tom Searle, Wolfgang Strauss Angreifer: Mika Asikainen, Fritz Ganster, Daniel Gauthier, Bengt-Åke Gustafsson, Glenn Mulvenna, Rick Nasheim, Gerhard Puschnik, Thomas Rundqvist, Thomas Sticha, Tomaž Vnuk, Simon Wheeldon, Nik Zupančič Cheftrainer: Ralph Krueger |